# Rumex japonicus
Rumex japonicus är en slideväxtart som beskrevs av Maarten Willem Houttuyn. Rumex japonicus ingår i släktet skräppor, och familjen slideväxter. Utöver nominatformen finns också underarten R. j. yezoensis.